# Mission: Impossible II
Mission: Impossible II (bra: Missão Impossível 2; prt: Missão Impossível II) é um filme de 2000 coproduzido pelos Estados Unidos e Alemanha, do gênero ação, dirigido por John Woo.

## Sinopse
O agente secreto passa por vários locais, incluindo a Austrália, e sua missão é impedir que o criminoso espalhe um vírus mortal, que mata em menos de 24 horas, para o qual a humanidade não está preparada.

## Elenco principal
| Personagem        | Ator/Atriz       |
| ----------------- | ---------------- |
| Ethan Hunt        | Tom Cruise       |
| Nyah Nordolf-Hall | Thandie Newton   |
| Sean Ambrose      | Dougray Scott    |
| Swanbeck          | Anthony Hopkins  |
| Luther Stuckell   | Ving Rhames      |
| Hugh Stamp        | Richard Roxburgh |
| Ulrich            | Dominic Purcell  |
| Billy Baird       | John Polson      |
| John C. McCloy    | Brendan Gleeson  |
| Dr. Nekhorvich    | Rade Šerbedžija  |
| Wallis            | William Mapother |

## Recepção
O público pesquisado pelo CinemaScore deu ao filme uma nota média de "B" em uma escala de A+ a F, abaixo do "B+" do primeiro filme.
No agregador de críticas dos Estados Unidos, o Rotten Tomatoes, na pontuação onde a equipe do site categoriza as opiniões da  grande mídia e da mídia independente apenas como positivas ou negativas, o filme tem um índice de aprovação de 57% calculado com base em 143 comentários dos críticos. Por comparação, com as mesmas opiniões sendo calculadas usando uma média aritmética ponderada, a nota alcançada é 5,9/10 que é seguida do consenso: "Seu crânio pode ansiar por mais substância, mas seus olhos vão se deliciar com as incríveis sequências de ação".
Em outro agregador de críticas também dos Estados Unidos, o Metacritic, que calcula as notas das opiniões usando somente uma média aritmética ponderada de determinados veículos de comunicação em maior parte da grande mídia, o filme tem uma pontuação de 60 entre 100, alcançada com base em 33 avaliações da imprensa anexadas no site, com a indicação de "revisões mistas ou neutras".

## Trilha sonora
1. Take a Look Around (Tema) - Limp Bizkit
2. I Disappear - Metallica
3. Scum of Earth - Rob Zombie
4. They Came In - Butthole Surfers
5. Rocket Science - The Pimps
6. Have a Cigar - Foo Fighters e Brian May
7. Mission 2000 - Chris Cornell
8. Going Down - Godsmack
9. What U Lookin’ At? - Uncle Kraker
10. Backwards - Apartment 26
11. Karma - Diffuser
12. Alone - Buckcherry
13. Immune - Tinfed
14. Not My Kinda Scene - Powderfinger
15. Carnival 6978692-3 - Tori Amos
16. Nyah - Hans Zimmer
17. Injection - Hans Zimmer[carece de fontes?]

## Principais prêmios e indicações
MTV Movie Awards 2001 (EUA)
- Venceu na categoria de Melhor Seqüência de Ação e Melhor Atuação masculina (Tom Cruise).

Satellite Awards 2001 (EUA)
- Indicado nas categorias de Melhor Fotografia, Melhor Edição, Melhor Som e Melhores Efeitos Especiais.

Framboesa de Ouro 2001 (EUA)
- Indicado nas categorias de Pior Remake ou Continuação e Pior Atriz Coadjuvante (Thandie Newton).[carece de fontes?]